# 李沛澄
李沛澄（2000年10月25日—）為臺灣男子籃球運動員，現效力於台灣職業籃球大聯盟新北中信特攻。
來自明仁國中，就讀南山高中三年級時接任球隊隊長，大學加入輔仁大學籃球隊，2023年7月在T1聯盟新人選秀會第一輪第七順位獲得新北中信特攻青睞，在測試會的新秀對抗賽獲得MOP殊榮，8月新北中信特攻宣布與李沛澄完成簽約。

## 外部連結
- 李沛澄在台灣職業籃球大聯盟
- 李沛澄在Eurobasket.com（球員）（英语）
- 李沛澄在Flashscore（英语）